# Vachsj
Vachsj (tadzjikiska: Вахш eller وخش), även Kyzyl-Suu (kirgiziska: Кызылсуу) i de övre delarna och Suchob (tadzjikiska: Сурхоб) i de mellersta, ;  är en flod i Kirgizistan och Tadzjikistan. Den har sitt ursprung mellan Alajbergens östra delar och Pamir och rinner sedan åt sydväst mellan Gissaro-Alaj och Pamir tvärs genom Tadzjikistan till den afghanska gränsen, där den går samman med Pjandsj och bildar Amu-Darja. Två av Vachsjs biflöden är Muksu och Obihingou.
I Vachsj finns fem dammar, däribland en av världens högsta dammar, Nurek (Norak). Ytterligare fyra dammar är under uppförande, inklusive den jättelika Rogundammen. Flodens kraftverk står för 90% av Tadzjikistans elproduktion. 
Floden får sitt huvudsakliga tillflöde från glaciärer och har därför störst flöde under maj till september, särskilt i juli–augusti. Organhalten i floden är hög, värden omkring 4 kg/m³ har uppmätts.
Orter vid floden inkluderar Gharm och Nurek (Norak).

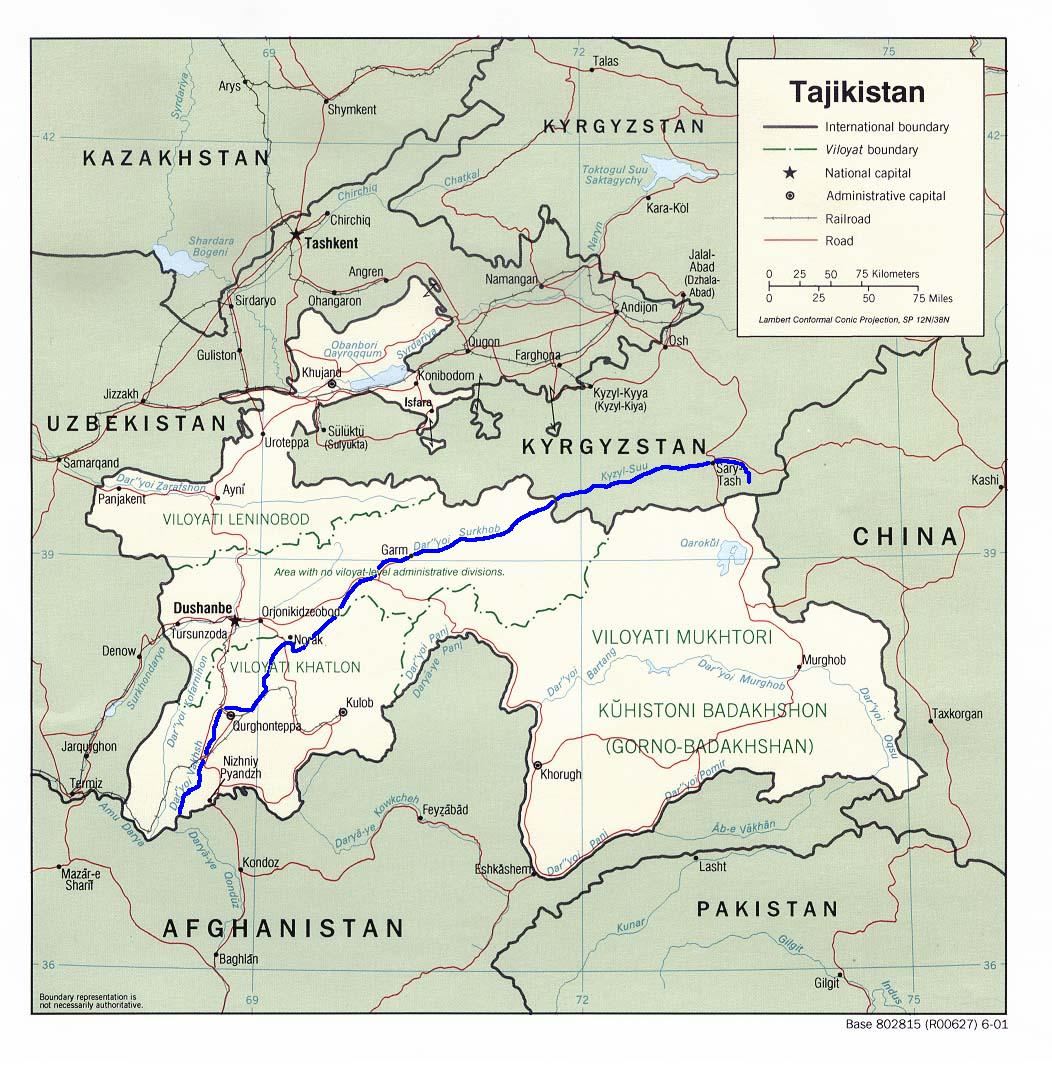
Vachsj utmärkt med blått